# إفجيني يانتشوفسكي
إفجيني يانتشوفسكي (بالبلغارية: Евгени Янчовски)‏ مواليد 5 سبتمبر 1939 في بلغاريا، هو لاعب كرة قدم بلغاري دولي سابق كان يلعب في مركز الوسط. سبق له أن لعب في كأس العالم لكرة القدم مع منتخب بلاده في مونديال عام 1966. فاز بميدالية أوليمبية في مسابقة كرة القدم في دورة الألعاب الأولمبية الصيفية 1968.

## المسيرة الاحترافية

### أندية لعب لها
- نادي بيروي ستارا زاغورا

## روابط خارجية
- إفجيني يانتشوفسكي على موقع قاعدة بيانات كرة القدم.إي يو (الإنجليزية)
- إفجيني يانتشوفسكي على موقع أوليمبيديا (الإنجليزية)